# Abattoir 5 (film)
Pour les articles homonymes, voir Abattoir 5.
Pour plus de détails, voir Fiche technique et Distribution.
Abattoir 5 (Slaughterhouse-Five) est un film de science-fiction américain réalisé par George Roy Hill et sorti en 1972. C'est l'adaptation cinématographique du roman Abattoir 5 ou la Croisade des enfants (Slaughterhouse Five or the Children's Crusade) de Kurt Vonnegut publié en 1969.

## Synopsis
Billy Pilgrim, ancien soldat américain survivant des bombardements de Dresde en 1945, se réfugie dans ses souvenirs, car il a le don de voyager dans le temps.

## Fiche technique
- Titre français : Abattoir 5
- Titre original : Slaughterhouse-Five
- Réalisation : George Roy Hill
- Scénario : Stephen Geller, d'après Abattoir 5 ou la Croisade des enfants de Kurt Vonnegut
- Musique : Glenn Gould
- Photographie : Miroslav Ondříček
- Montage : Dede Allen
- Décors : Henry Bumstead
- Direction artistique : Alexander Golitzen et George C. Webb
- Production : Paul Monash
- Producteur délégué : Jennings Lang
- Sociétés de production : Universal Pictures et Vanadas Productions
- Distribution : ,
- Genre : science-fiction, comédie dramatique, guerre, film historique
- Durée : 104 minutes
- Pays de production :  États-Unis
- Langues originales : anglais et allemand
- Format : Couleur (Technicolor) - 1.85:1 - 35 mm
- Dates de sortie[1] :
  - États-Unis : 15 mars 1972
  - France : 24 mai 1972

## Distribution
- Michael Sacks (VF : Francis Lax) : Billy Pilgrim
- Ron Leibman (VF : Pierre Trabaud) : Paul Lazzaro
- Valerie Perrine : Montana Wildhack
- Eugene Roche (VF : Jacques Dynam) : Edgar Derby
- Sharon Gans (en) : Valencia Merble Pilgrim
- Holly Near (en) : Barbara Pilgrim
- Perry King (VF : Bernard Murat) : Robert Pilgrim
- Kevin Conway : Roland Weary
- Friedrich Ledebur : l'officier commandant allemand
- John Dehner (VF : William Sabatier) : Pr Rumfoord
- Henry Bumstead (VF : Jacques Marin) : Eliot Rosewater
- Roberts Blossom (VF : Jacques Dynam) : Wild Bob Cody
- Sorrell Booke (VF : Jacques Balutin) : Lionel Merble
- Lucille Benson : la mère de Billy

## Production

### Développement
Le scénario du film est tiré du roman Abattoir 5 ou la Croisade des enfants (Slaughterhouse Five or the Children's Crusade) de Kurt Vonnegut publié en 1969. Kurt Vonnegut s'est notamment inspiré de sa propre expérience durant la Seconde Guerre mondiale. Après avoir participé à la Bataille des Ardennes, il a été fait prisonnier par les Allemands.

### Distribution
Dirk Benedict a passé une audition pour le rôle de Robert Pilgrim. C'est finalement Perry King qui l'obtiendra.

### Tournage
Le tournage a eu lieu à Prague, en Tchécoslovaquie, notamment aux Studios Barrandov, ainsi que dans le Minnesota.

## Distinctions

### Récompenses
- Festival de Cannes 1972 : Prix du jury[4]
- Saturn Awards 1973 : meilleur film de science-fiction
- Prix Hugo 1973 : meilleur film dramatique

### Nominations
- Golden Globes 1973 : révélation masculine pour Michael Sacks
- Directors Guild of America Awards 1973 : meilleur réalisateur pour George Roy Hill
- Writers Guild of America Awards 1973 : meilleur film dramatique adapté d'un autre medium

## Musique
La bande originale est composée par Glenn Gould. Pendant dix semaines, il se met à la disposition du studio Universal sous l’égide du réalisateur George Roy Hill pour la partie musicale du film. La version finale du film comporte moins de quinze minutes de musique de Bach, la plus grande partie simplement repiquée des enregistrements de Gould pour Columbia et montée au besoin. Le mouvement lent du Concerto pour clavier en fa mineur de Bach devient le thème.
Deux Variations Goldberg : la 25e Variation en sol mineur, souligne l’envoûtement des images de Dresde. Le finale du concerto pour clavier en ré majeur, avec Gould au piano accompagne la scène de la gare, le concerto brandebourgeois no : 4 en sol majeur sert de fond sonore à la marche et pour faire le pont entre les deux œuvres, Gould compose une ingénieuse cadence au clavecin. La cadence débute au moment où les soldats sortent de la gare sous l’écriteau « Dresden » et, plusieurs fois dans le film, Gould utilise le clavecin comme métaphore musicale de la ville historique. Il enregistre cette séquence sous la supervision d’Andrew Kazdin, à New York, et dirige à partir du clavecin des musiciens du New York Philharmonic.